# ATP Challenger Wrexham
Der ATP Challenger Wrexham (offiziell: Wrexham Challenger) war ein Tennisturnier, das zwischen 2000 und 2007 in Wrexham, Wales, stattfand. Es gehörte zur ATP Challenger Tour und wurde im Freien auf Hartplatz gespielt. Daniele Bracciali konnte im Doppel zwei Titel gewinnen und ist damit Rekordsieger des Turniers.

## Liste der Sieger

### Einzel
| Jahr | Sieger                 | Finalgegner         | Ergebnis       |
| ---- | ---------------------- | ------------------- | -------------- |
| 2007 | Michał Przysiężny      | Richard Bloomfield  | 6:2, 6:3       |
| 2006 | Alex Bogdanovic        | Stéphane Robert     | 6:3, 6:2       |
| 2005 | Uladsimir Waltschkou   | George Bastl        | 4:6, 6:4, 6:3  |
| 2004 | Dennis van Scheppingen | Jan Vacek           | 6:4, 6:1       |
| 2003 | Wesley Moodie          | Stefano Pescosolido | 6:4, 6:3       |
| 2002 | Lars Burgsmüller       | Ivo Heuberger       | 6:2, 6:75, 6:4 |
| 2001 | Michael Kohlmann       | Ladislav Švarc      | 6:4, 6:2       |
| 2000 | Wayne Arthurs          | Ladislav Švarc      | 6:2, 6:4       |

### Doppel
| Jahr | Sieger                                     | Finalgegner                            | Ergebnis           |
| ---- | ------------------------------------------ | -------------------------------------- | ------------------ |
| 2007 | Thomas Oger Nicolas Tourte                 | Richard Bloomfield Robin Haase         | 6:74, 7:5, [12:10] |
| 2006 | Jean-François Bachelot Stéphane Robert     | Colin Fleming Jamie Murray             | 6:4, 7:5           |
| 2005 | Mark Hilton Jonathan Marray                | Tuomas Ketola Frederik Nielsen         | 6:3, 6:2           |
| 2004 | Jaroslav Levinský Alexander Waske          | Mark Hilton Jonathan Marray            | 7:5, 7:61          |
| 2003 | Daniele Bracciali (2) Federico Luzzi       | Yves Allegro Wesley Moodie             | kampflos           |
| 2002 | Stefano Pescosolido Gianluca Pozzi         | Daniele Bracciali Aisam-ul-Haq Qureshi | 6:4, 6:4           |
| 2001 | Gilles Elseneer Alexander Popp             | Luke Bourgeois Aisam-ul-Haq Qureshi    | 5:7, 7:5, 6:2      |
| 2000 | Daniele Bracciali (1) Aisam-ul-Haq Qureshi | Miles Maclagan Andrew Richardson       | 6:4, 6:2           |